# Gossenköllesee
El Gossenköllesee es un lago de alta montaña que da nombre a una reserva de la biosfera de Austria, declarada en 1977. Se encuentra en la región de los Alpes de Stubai, al suroeste de Innsbruck. Su profundidad media es de 4,8 metros. 
Su extensión total son 100 hectáreas que abarcan el lago en sí (1,6 ha) y una pequeña cuenca hidrográfica. La altitud de esta reserva es de 2.413 a 2.828 m s. n. m. Es un ecosistema de lago de alta montaña, con un sistema mixto de tierras altas y montañosas. La estación limnológica de la Universidad de Innsbruck se encuentra en las orillas del lago Gossenkölle. El lago tiene pocos nutrientes. Hay algas en el lago, líquenes y prados alpinos. De su fauna destaca la trucha Salmo trutta F. fario, que fue introducida en los siglos XV o XVI.